# Museo de cera (álbum)
Museo de cera es el quinto álbum de estudio de la banda de punk rock argentina Expulsados, publicado en el año 2006 por las discográficas Sony BMG/PopArt Discos. Fue producido por la banda y contiene la canción "Nada cambió mi amor", la cual obtuvo bastante radiodifusión y se convirtió en el mayor éxito de la banda. La portada animada fue hecha por Gonzalo Facio (tapa) y Julian Alonzo (interior). Es el último álbum de estudio que cuenta con el bajista Ariel Expulsado.

## Lista de canciones
Todas las canciones compuestas por Sebastián Expulsado, excepto las señaladas.

| N.º   | Título                                 | Duración |  |
| 1.    | «Cuentos de terror»                    | 3:13     |  |
| 2.    | «Kung Fu»                              | 2:24     |  |
| 3.    | «Nada cambió mi amor»                  | 3:36     |  |
| 4.    | «Contrarreloj»                         | 2:07     |  |
| 5.    | «Cerrito y Santa Fe» (Ariel Expulsado) | 4:28     |  |
| 6.    | «Almuerzo familiar»                    | 3:09     |  |
| 7.    | «Desaparecer»                          | 2:27     |  |
| 8.    | «Fuera de tu hogar»                    | 3:53     |  |
| 9.    | «Ya no me pega»                        | 2:44     |  |
| 10.   | «Autocine»                             | 2:43     |  |
| 11.   | «Canción para una princesa dormida»    | 3:25     |  |
| 12.   | «Ella entró por la chimenea»           | 4:04     |  |
| 13.   | «Inolvidable» (Ariel Expulsado)        | 3:32     |  |
| 14.   | «Me quiero curar»                      | 3:31     |  |
| 45:24 |                                        |          |  |

## Créditos
Expulsados
- Sebastián Expulsado - Voz
- Marcelo Expulsado - Guitarra
- Ariel Expulsado - Bajo y coros
- Bonzo Expulsado - Batería

Músicos adicionales
- Walter Piancioli (Los Tipitos) - Teclados en temas 1, 3 y 10
- Florencia Batalla - Teclados en temas 4, 6 y 8